# A lív igei toldalékok története

## Az igei toldalékok történetének összefoglalása
|          | PFU                        | PF                                                                           | finn                          | észt          | lív            |
| -------- | -------------------------- | ---------------------------------------------------------------------------- | ----------------------------- | ------------- | -------------- |
| időjelek | *-ø jelenidő               | *-ø jelenidő                                                                 | -ø                            | -ø            | -ø             |
| időjelek | *-k jelenidő               | *-k jelenidő                                                                 | –                             | –             | –              |
| időjelek | *-j múltidő                | *-i imperfektum                                                              | -i                            | -si/-i        | -iz/-īz        |
| időjelek | *-s’ múltidő               | –                                                                            | –                             | –             | –              |
| módjelek | *-ø kijelentő mód          | *-ø kijelentő mód                                                            | -ø                            | -ø            | -ø             |
| módjelek | *-ø felszólító mód         | *-ø felszólító mód (Sg2-ben)                                                 | -ø                            | -ø            | -ø             |
| módjelek | *-k felszólító mód         | *-k felszólító mód + *-ta/-tä Pl2 személyrag                                 | -kaa/-kää                     | -ge           | -õgid          |
| módjelek | *-ne feltételes mód        | *-ne lehetőségi mód                                                          | -ne                           | –             | –              |
| módjelek |                            | *-η’c’i/-η’s’i > *-isi feltételes mód(az északi csoportban)                  | -isi                          | –             | –              |
| módjelek |                            | *-kc’i > *-ksi feltételes mód (a déli csoportban)                            | –                             | -ks           | -õks/-āks/-aks |
| módjelek |                            | [*-va/-vä befejezetlen mn. in. + *-t partitívusz > *-vat/-vät referatív mód] | –                             | -vat          | –              |
| módjelek |                            | [*-ja/-jä nomen agentis > *-iji referatív mód]                               | –                             | –             | -iji/-ji       |
| módjelek |                            | [*-k felszólító mód > *-k parancsoló mód]                                    | –                             | -gu           | -õg            |
| igenemek | *-tз deverbális nomenképző | *-ta/-tä imperszonálisz/visszaható/szenvedő                                  | -tt-/-tta/-ttä                | -a-/-ta-/-da- | –              |
| igenevek |                            | *-ta/-tä deverbális nomenképző + *-k latívuszrag > *-tak/-täk infinitívusz   | -ta/-tä/-da/-dä/-a/-ä/-Ca/-Cä | -da/-a        | -õ/-Cõ/-dõ/-da |
| igenevek |                            | *-ma/-mä deverbális nomenképző + *-hen illatívuszrag > *-mahen/-mähen        | -ma/-mä                       | -ma           | -õm/-mõ        |
| igenevek | *-pз igenévképző           | *-pa/pä befejezetlen melléknévi igenév > *-va/-vä                            | -va/-vä                       | -v            | –              |
| igenevek |                            | *-ja/jä befejezetlen melléknévi igenév > *-ja/-jä                            | (-ja/-jä)                     | (-ja)         | -ji            |
| igenevek |                            | *-ta/-tä passzívumképző + *-pa/pä befejezetlen mn. in. > *-tava/-tävä        | -ttava/-ttävä                 | -tav/-dav     | -tõb/-dõb      |
| igenevek |                            | *-n igenévképző + *-t (*-ut/-üt) denominális nomenképző > *-nut/-nüt         | -nut/-nyt                     | -nud          | -õn            |
| igenevek |                            | *-ta/-tä passzívumképző + *-u/-ü képző > *-tu/-tü                            | -ttu/-tty                     | -tud/-dud     | -tõd/-dõd      |

## Az időjelek
Az finnugor alapnyelv gazdag volt olyan képzőkben, amelyeket nem tudunk önálló szavakra visszavezetni. A képzők kezdetben aspektust jelöltek, később specializálódtak időjelekké: a folyamatosságot kifejezők jelenidő-jellé; a nem folyamatosságot kifejezők pedig múltidő-jellé váltak. Erre azért volt szükség, mert a puszta igető kifejezhetett jelen időt és múlt időt is, ennek megváltoztatásához volt szükség a képzőkre. Egyes finnugor nyelvekben ma is a jelen idő a jelölt a múlt időhöz képest. Ugyanakkor mindent összevetve a múlt idő ritkábban volt jelöletlen, mint a jelen idő.
Evvel magyarázható, hogy az alapnyelvre két múltidő-jelet is vissza tudunk vezetni, a *-j-t és az *-s’-t, e kettő közül az *-s’ eltűnt a balti-finn nyelvekből. A *-j a közfinn korra *-i-vé vált, amely az északi csoportban megőrződött, a déli csoportban viszont a -t végű igékben ti > si változás nyomán a nyelvérzék egy -si múltidő-jelet feltételezet, amely más tövű igékbe is átkerült. Az észtben ezt a -si jelet találjuk, a lívben -iz lett az alakja. A jelen idő lehetett jelöletlen, ennek folytatását találjuk a balti-finn nyelvekben is, a *-k elem eredetileg mozzanatos képző volt, amely a jelen idő jelévé, majd a felszólító mód jelévé vált.
A jövő időnek nincs jele, mind a három nyelvben a jelen idejű alak fejezi ki a jövő időt, szükség esetén valamilyen időhatározóval kiegészítve, úgy, ahogy a magyarban.

## A módjelek
Az egyes szám második személyben a felszólító mód jelöletlen és személyrag nélküli, azaz a puszta igető fejezi ki. Többes szám második személyben jelenik meg a *-k jel, amelyhez a *-ta/-tä többes szám második személyű személyrag kapcsolódott. A finnben megmaradt a -k, az észtben és lívben -g-vé zöngésült. A finnben a személyrag -t-je kiesett, az észtben a személyrag emlékét a toldalékvégi -e őrzi, a lívben a -t -d-vé alakult.
Az alapnyelvi *-ne feltételes mód jele a közfinnben potenicálisszá, azaz a lehetőségi mód jelévé alakult, amely a cselekvés valószínű, lehetséges voltát fejezi ki, pl.: mennen ’talán megyek’. Az észtben és a lívben nem található meg, a finnben is nagyon ritka.
A közfinnben két feltételesmód-jel található, az északi csoportban az *-isi (< *-η’c’i/-η’s’i), a déli csoportban pedig *-ksi (< *-kc’i), ezekben talán a transzlatívusz és a prolatívusz elemeit találjuk. A finnben megőrzödött az -isi, az észtben és a lívben lekopott a véghangzó: -ks.
Az észt és a lív kifejlesztett két olyan módot, amelyek nem vezethetők vissza a közfinnre. Ezek balti hatásra alakultak ki, és a nyelveknek új eszközöket kellett kifejleszteniük ezek kifejezésére. Ezeknek az eseteknek nem csak a kifejezőeszköze, a felhasználása, de elnevezése is roppant változatos.
A referatív módnak nevei a szerint váltakoznak, hogy a mód melyik tulajdonságát emeljük ki. A magyarban nevezik kötőmódnak, mivel ’hogy’-gyal kezdődő mellékmondatokban fordul elő; függőmódnak, vagy idéző módnak, mivel az idézett szöveg ebben a módban áll; állítólagos módnak, mivel azt fejezi ki, hogy valamilyen hallomásból szerzett információt osztunk meg, amelynek igazságtartalmáról nem vagyunk meggyőződve, sőt kifejezhetünk vele szándékosan bizonytalanságot is. Latinul modus obliquus a neve, az obliquus jelentése: ’1. ferde, nem egyenes; 2. oldalsó, szélső; 3. közvetett’, fordíthatjuk tehát közvetett mód-nak. Másik latin neve a quotativus, azaz idéző mód. Észt elnevezése: kaudne kõneviis, amelyben a kaudne ’közvetett’-tet jelent, latin átvétel a kvotatiiv. A lettben az atstāstījuma izteiksme elbeszélő mód-nak fordítható, amely atstāstīt ’újramondani, újraírni’ igét tartalmazza.

Az észtben a referatív mód -vat végződése a *-va/-vä befejezetlen melléknévi igenévi képzőre és a *-t partitívuszragra megy vissza, a -vat minden személyben és számban azonos alakú. A lív -iji a *-ja/-jä képzőből jött létre. A -ja/-jä egyrészt a nomen agentis képzője, azaz olyan képző, amely névszóból vagy igéből hozza létre a cselekvőt vagy a tárgyat, pl.: ’énekes’: finn laulaja, észt laulja, lív lōlaji. Másrészt a folyamatos melléknévi igenévi másik képzője a *-va/-vä mellett, amely a karjalaiban és a vepszében használatos. A -ja/-jä és -va/-vä végű alakok válthatják is egymást, pl.: finn laulaja/laulava; észt laulja/laulev ’énekes/éneklő’. A -ji végű forma a lívben a folyamatos melléknévi igenévi alakká vált, szerkezetben először modus relativus lett belőle, kifejezhetett feltételességet és a közvetett megnyilatkozást.

Az -iji módjeles referatív igékhez nem járulnak személyragok, de többes számban megkapják a -d többesszám-jelet. A lettben a referatív mód végződései -ot az ún. egyenes igéknél, és -oties az ún. visszaható igéknél, ezek az alakok szintén személyragnélküliek. Az -ot/-oties azonos az egyik határozói igenév képzőjével, amely a mondatban mód- vagy időhatározó.
A másik, az észtben és a lívben megtalálható, nem közfinn eredetű igemód a parancsoló mód, latinul: jussiv, észt megnevezése: möönev kõneviis vagy jussiiv. A parancsoló mód közvetett parancsolást fejez ki, azaz akkor használják, ha mellékmondatban jelenik meg egy felszólítás. Az észtben a végződése -gu, a lívben -g, történetileg a felszólító mód jelére vezethető vissza. Egyik nyelvben sincs teljes paradigmája, az észtben minden számban és személyben azonos, a lívben többes számban az -õd többesjel járul hozzá.

## Az igenemek
A balti finn nyelvekben található egy ún. imperszonáliszi alak, ennek lényege, hogy általános érvényű kijelentésekben önmagában állhat alany kitétele nélkül, pl.: finn Kutsutaan. ’Hívnak./Hívatnak.’ Csak egyetlen alakja van, amely megfeleltethető a harmadik személynek, de számot nem jelöl. Alapvetően aktív cselekvést fejez ki, de ha alanya valamilyen tárgy, akkor szenvedő szerkezethez hasonló jelentést kapunk (pl.: Ovi suljetaan. ’Az ajtó bezáródik./Az ajtók záródnak.’), ezért az imperszonáliszt passzívumnak is nevezik. A közfinnben *-ta/-tä, (esetleg *-tta/-ttä) volt az alakja, megegyezett a visszaható igeképzővel (pl.: finn houli ’gond’ > huoltaa ’gondoskodni’), a műveltető képző is innen származik (pl.: finn syödä ’enni’ > syöttä ’etetni’). A finnben -tta-/-ttä- az alakja, amelyben a mássalhangzó nyúlása feltehetően másodlagos. Az észtben -a-/-ta-/-da- alakokban fordul elő.

A lívben az igén egy -t- passzívumképzőt és egy -b elemet találunk, amely egyszerre lehet az egyes szám harmadik személyű igei személyrag vagy a folyamatos melléknévi igenév képzője. Az első esetben egy ragozott igével van dolgunk ‑ mint az észt vagy a lett esetében ‑ a második esetben pedig egy olyan passzív szerkezettel, amelyből hiányzik a ragozott ige és csak egy melléknévi igenév szerepel.
- lív: Iļ laps kītõb, ku ta doņņõb. ’A gyerekeről (azt) mondják, hogy szeszélyesek.’
  - észt: Lapsest öeldakse, et ta jonnib.
  - lett: Par bērnu saka, ka viņš niķojas.
- lív: Kuskõs lōlab. ’Valahol énekelnek.’
  - észt: Kuskil lauldakse.
  - lett: Kaut kur dzied.
- lív: Ku äb ūo tõvā, või siz kītõb vaigā. ’Ha nem mély, akkor azt mondják (rá, hogy) sekély.’
  - észt: Kui ei ole sügav, kas siis öeldakse madal.
  - lett: Ja nav dziļš, vai tad saka sekls.
- lív: Zīngõb luštõks. ’Az örömről énekelnek.’
  - észt: Lauldakse lusti pärast.
  - lett: Ziņģē par prieku.

## Igenévképzők

### A főnévi igenevek képzői
A közfinnben két infinitívuszi végződés volt. A *-tak/-täk a *-ta/-tä deverbális nomenképző és *-k latívuszrag összeolvadásával jött létre, a toldalékvégi -k hamar eltűnt, és a toldalék elején lévő t sem marad érintetlen. A finnben ugyan bizonyos esetekben megőrződött, de egy szótagos tövekben zöngésült (pl.: juoda ’inni’), a fokváltakozás nyomán pedig hasonult (pl.: nt > nn – mennä ’menni’; lt > ll – tulla ’jönni’; rt > rr – purra ’harapni’), vagy teljesen eltűnt (pl.: sanoa ’mondani’). Az észtben leggyakrabban -da alakban van jelen (pl.: elada ’élni’), de egy szótagos hosszú magánhangzóra vagy diftongusra végződő szavaknál az -a is előfordul (pl.: süüa ’enni’). A lívben hosszú magánhangzós szótag után és mássalhangzó-torlódásra végződő töveknél a t eltűnik és csak egy redukált magánhangzó, az -õ az alakja, más esetekben a t hasonul az előtte álló mássalhangzóval, alakja tehát -Cõ.

A finnben és a lívben ez az infinitívusz az elsődleges forma, ez a szótári alak, és minden olyan mondatbeli szerepet elláthat, amelyet a magyar -ni képzővel ellátott megfelelője, azaz lehet alany, tárgy és különböző határozók. Az észtben viszont visszaszorul a másik infinitívusszal szemben, és alapvetően csak tárgy a mondatban, a szótárban pedig a -ma végű igék találhatóak.

A *ma/-mä deverbális nomenképzőből és a *-hen illatívuszragból megalkotott *-mahen/-mähen infinitívusz minden vizsgált nyelvben erősen megrövidült, az illatívuszi rag teljesen lekopott, evvel magyarázható, hogy a finnben újra hozzáillesztették a ragot -maan/-mään alakban, ugyanakkor az észtben önállóan is magában hordozza az illatívuszi jelentést. Az alakja a finnben -ma/-mä, az észtben -ma, a lívben pedig -õm. Az infinitívuszokhoz különböző esetragok kapcsolódhatnak határozókat hozva létre.

#### Esetragos főnévi igenevek
|                                                                | infinitívusz: - finn: -ta/-tä/-a/-ä/-Ca/-Cä - észt: -da - lív: -õ/-Cõ/-dõ/-da              | infinitívusz: - finn: -ma/-mä - észt: -ma - lív: -õm/-ām/-am/-mõ                             |
| illatívusz: - finn: -Vn/-hVn/-seen - észt: -se - lív: -z       |                                                                                            | (a cselekvés kezdete) - finn: -maan/-mään - észt: -ma(-ø) - lív: -mõ(-ø)                     |
| inesszívusz: - finn: -ssa/-ssä - észt: -s - lív: -s/-õs        | (egyidejű időbeliség) - finn: -essa/-dessa/-Cessa … - észt: -des - lív: -õs/-Cõs/-dõs/-das | (a cselekvés folyamatossága) - finn: -massa/-mässä - észt: -mas - lívben nincs               |
| elatívusz: - finn: -sta/-stä - észt: -st - lív: -st/-õst       |                                                                                            | (a cselekvés befelezettsége) - finn: -masta/-mästä - észt: -mast - lív: -õmõst/-āmõst/-amõst |
| adesszívusz: - finn: -lla/-llä - észt: -l - lívben nincs       |                                                                                            | (módhatározó) - finn: -malla/-mällä - észtben nincs - lívben nincs                           |
| insztuktívusz: - finn: -n - észt: -n - lív: -ņ                 | (mód- és állapothatározó) - finn: -en/-den/-Cen - észtben nincs - lívben nincs             |                                                                                              |
| transzlatívusz: - finn: -ksi - észt: -ks - lív: -ks/-õks/-kõks | (célhatározó) - finn: -akse-/-dakse-/-Cakse- … - észtben nincs - lívben nincs              | (célhatározó) - finnben nincs - észt: -maks - lívben nincs                                   |
| abesszívusz: - finn: -tta/-ttä - észt: -ta - lív: -t/-õt       |                                                                                            | (állapothatározó) - finn: -matta/-mättä - észt: -mata - lív: -õmõt/-āmõt/-amõt               |

A főnévi igenevekhez kapcsolódó esetragok olyan határozókat hoznak létre, amelyek teljes tagmondatokat képesek helyettesíteni, leggyakrabban idő-, mód-, állapot- és célhatározók. A finnben nyolc, az észtben hat, a lívben négy ilyen található. A finnben a -ma/-mä infinitívuszi képző csak esetragok előtt fordul elő, az észtben viszont a -ma képzős alak lett az alapalak, és a -da képzős alak felhasználása a korlátozottabb.
A -ma képzős infinitívusz a belső helyhatározói esetekkel állva olyan rendszert alkot, amelyben az illatívusz a párhuzamosan folyó cselekvés kezdetét, az ineszívusz a folyamatosságát, az elatívusz pedig a befejezettségét jelöli.
pl.: finn
- Minä menen syömään, kun me tavaamme. ’Éppen enni indultam, amikor találkoztunk.’
- Minä olen syömässä, kun me tavaamme. ’Éppen evés közben voltam, amikor találkoztunk.’
- Minä tulen syömästä, kun me tavaamme. ’Éppen evésből jöttem, amikor találkoztunk.’

A lívben a -ma infinitívusz elatívuszának különleges funkciója van. A létigével olyan szerkezetet alkot, amely kötelességet fejez ki. A szerkezetben a létige ragozódik, az entitás pedig, amelyre a kötelezettség vonatkozik, datívuszban áll. A szerkezet minden valószínűség szerint lett hatásra jött létre. A lettben a létige mellett a főige jā- prefixummal ellátott jelen idejű töve található. Ezt a szerkezetet a lettben az ötödik igemódnak tartják, bár igemód léte ott is kétséges. A lettben kötelező módnak, azaz vajadzības izteiksme-nek (szó szerint: szükséges módnak) hívják, latin elnevezése debitívusz. A lívben is beszélnek debitívuszról, de ezeknek a szerkezeteknek az igemód léte it is vitatható.

A debitívusz létigéje mindig egyes szám harmadik személyű, a lettben az egyszerű jelen időben elmaradhat, de a lívben minden időben kötelezően ki kell tenni. A létigén megjelenhetnek egyéb szintetikusan képzett igemódok, mint például a feltételes mód.
- lív: Minnõn um āndamõst mūpõ vastūkst. ’Holnap kell választ adnom.’
  - lett: Man rītdien [ir] jādod atbilde.
- lív: Līvliztõn vȯļ kāndamõst saksād iggõzt. ’A líveknek hordoznia kellett a német igát.’
  - lett: Lībiešiem bija jānes vācu jūgs.
- lív: Mōilmõ äb mōdõkst rōntõd, mis vȯlks kēratõmõst. ’Nem tudni, a világon hány könyv van, amiket össze kellene írni.’
  - lett: Pasaulē nevarētu satilpt grāmatas, kas būtu jāsaraksta.
- lív: Mäddõn vȯlks vȯnd ätsmidēgõst mǟngamõst. ’Kellett volna játszanunk valamit.’
  - lett: Mums būtu bijis kaut kas jāspēlē.

A finnben az -a/-ä képzős infinitívusz is állhat ineszívusszal, ez egyidejűséget fejez ki, ez mindhárom nyelvben megtalálható.
- lív: Kēļ kūjõb jarā rõkāndõs. ’A nyelve kiszáradt beszéd közben.’
  - észt: Keel kuivab rääkides ära.

A finnben az -a/-ä végű infinitívusz kaphat esszívuszi ragot, az -ma/-mä végű pedig adesszívuszit, az észtben és lívben ilyeneket nem találunk. A cél kifejezésére a finnben és az észtben is a transzlítvusz szolgál, míg a finnben ez -a/-ä infinitívuszhoz, addig az észtben a -ma infinitívuszhoz társul. A -ma(/-mä/-mõ) infinitívusz abesszívusza viszont mind a három nyelvben előfordul.
| pl.: | ’kétségtelenül’ | ’jelöletlenül’ | ’akaratlanul’ |
| lív  | kōdlõmõt        | tǟtõmõt        | tōmõt         |
| észt | kahtlemata      | märkimata      | tahtmata      |
| finn | epäilemättä     | merkkaamatta   | tahtomatta    |

### A melléknévi igenevek képzői
Az igenevek rendszerét a következő táblázat foglalja össze:
| igenem   | igenem      | melléknévi igenév képzője | melléknévi igenév képzője | közfinn        | finn          | észt      | lív       |
| cselekvő | szenvedő    | folyamatos                | befejezett                | közfinn        | finn          | észt      | lív       |
| -------- | ----------- | ------------------------- | ------------------------- | -------------- | ------------- | --------- | --------- |
| -ø       | –           | -va/-vä                   | –                         | *-va/-vä       | -va/-vä       | -v        | (-ji)     |
| -ø       | –           | –                         | -nut/-nüt                 | *-nut/-nüt     | -nut/-nyt     | -nud      | -n/-nd    |
| –        | -tta-/-ttä- | -va/-vä                   | –                         | *-ttava/-ttävä | -ttava/-ttävä | -tav/-dav | -tõb/-dõb |
| –        | -tt-        | –                         | -u/-ü                     | *-ttu/-ttü     | -ttu/-ttü     | -tud/-dud | -tõd/-dõd |

A PF *-pa/pä befejezetlen melléknévi igenév gyenge fokú *-va/-vä alakja található meg a finnben: -va/-vä, ennek véghangzó nélküli változata pedig az észtben: -v. A lívben az ezzel párhuzamos PF *-ja/jä folytatását jelentő -ji található. Szintén ez a toldalék rögzült ebben a funkcióban a karjalaiban és a vepszében is. Vélhetően a *-va/-vä folytatása a lívben is megvolt, de valószínűleg a lívben tapasztalt erős redukálódás miatt a kikövetkeztethető *-b több más igei toldalékkal is egybeeshetett, ezért találjuk meg itt a -ji-t. A *-ja/-jä folytatása más funkcióban a finnben és az észtben is megtalálható.
Az *-n igenévképzőből és a *-t (*-ut/-üt) denominális nomenképző jött létre a PF *-nut/-nüt befejezett melléknévi igenévi képző, ennek alakja a finnben megőrződött: -nut/-nyt, az észtben a toldalékvégi -t zöngésül: -nud. A lívben alakja az egy szótagos hosszú magánhangzóra vagy diftongusra végződő tövűeknél -nd, a többi igénél mindössze -n.
A szenvedő alakokban ugyanezeket az elemeket találjuk a passzívum képzőjével kiegészítve, a szenvedő befejezetlen melléknévi igenév alakja a finnben -ttava/-ttävä, az észtben -tav/-dav, a lívben: -tõb/-dõb.
A szenvedő befejezett igenévi képző a *-ta/-tä passzívumképzőből és egy *-u/-ü képzőből áll, alakjai a finnben: -ttu/-tty, az észtben: -tud/-dud, a lívben: -tõd/-dõd. A finn passzívum képzőjében a nyúlást másodlagosnak tartják, csakúgy mint az észtben és a lívben a -tud/-dud és -tõd/-dõd végén a -d-t, amely feltételezhetően az aktív alakok mintájára kerültek a toldalék végére.
A melléknévi igenevek egymást kiegészítő rendszert alkotnak. A cselekvő melléknévi igenevek az ágens jelzőjét, a szenvedők a páciens jelzőjét adják. A magyarban három melléknévi igenevet különböztetünk meg, a folyamatos, a befejezett és a beálló melléknévi igenevet. Ez a rendszer nem tesz jelöltségében különbséget a befejezett melléknévi igenév esetében az ágens és a páciens között, míg a vizsgált három nyelv igen.
A -va/-vä, -v, -ji képzős alakok a magyar -ó/-ő képzős alakoknak feleltethetők meg. A -tava/-tävä, -tav/-dav, -tõb/-dõb képzősök pedig egyfelől a beálló, azaz az -andó/-endő képzős melléknévi igenévnek, másrészt a -ható/-hető képzőbokorral ellátott mellékneveknek. Mindkét magyar képzőcsoport passziválja a jelzőt. A magyar befejezett melléknévi igenév -t/-tt képzője egyszerre hoz létre az ágensre és a páciensre vonatkozó jelzőt, ezért a balti finn nyelvekben két megfelelője van. (Természetesen a melléknévi igenevek a mondatban nem csak jelzők lehetnek.) Ezt a rendszert találjuk a balti nyelvekben is.
| pl.:                        | finn           | észt          | lív           |
| ’olvasó férfi’              | lukeva mies    | lugev mees    | luggiji mīez  |
| ’olvasott férfi’            | lukenut mies   | lugenud mees  | luggõn mīez   |
| ’olvasandó/olvasható könyv’ | luettava kirja | loetav raamat | lugdõb rōntõz |
| ’(el-/ki-)olvasott könyv’   | luettu kirja   | loetud raamat | lugdõd rōntõz |

## A személyragok
A finnugor nyelvekben az első és a második személyű alakok ragjai a személyes névmásokból alakultak ki. A névmások alakjai: *mV, *tV és *sV volt, többes számban ezekhez a *-k többesjel járulhatott. A balti finn nyelvekben a harmadik személyű alakok pedig a folyamatos melléknévi igenév *-pa/-pä végződéséből alakultak ki.
|             | kijelentő mód jelen időben | kijelentő mód jelen időben | kijelentő mód jelen időben | egyszerű múltban és feltételes módban | egyszerű múltban és feltételes módban | egyszerű múltban és feltételes módban |
| PFU         | finn                       | észt                       | lív                        | finn                                  | észt                                  | lív                                   |
| ----------- | -------------------------- | -------------------------- | -------------------------- | ------------------------------------- | ------------------------------------- | ------------------------------------- |
| E/1: *mV    | -n                         | -n                         | -b                         | -n                                    | -n                                    | -ø                                    |
| E/2: *tV    | -t                         | -d                         | -d                         | -t                                    | -d                                    | -t                                    |
| E/3: (*sV)  | -V                         | -b                         | -b                         | -ø                                    | -ø                                    | -ø                                    |
| T/1: *mVk   | -mme                       | -me                        | -n                         | -mme                                  | -me                                   | -mõ                                   |
| T/2: *tVk   | -tte                       | -te                        | -t                         | -tte                                  | -te                                   | -tõ                                   |
| T/3: (*sVk) | -vat/-vät                  | -vad                       | -bõd                       | -vat/-vät                             | -d                                    | -tõ                                   |

A *mV egyes szám első személyű személyes névmás a szó végére vonódva elvesztette véghangzóját, feltehetően a szabályos *-a/-ä > *-i > -ø hangváltozás következtében. A szóvégre kerülő *-m pedig minden esetben-n-né vált. Az egyes szám második személyű *tV névmással ugyanez történt annyi módosítással, hogy a szóvégre kerülő -t a finnben megőrződött, az észtben pedig zöngésült. A lívben megtaláljuk a -t és a -d alakot is.
A többes szám első és második személyben a szóvégről szabályosan eltűnt a *-k. A gemináták kialakulását avval magyarázzák, hogy a *-k jelenidő jele beleolvadt a személyragokba. A finnben a geminátákat találjuk, az észtben rövid mássalhangzókat, a lívben szintén, de a lívben a toldalék végéről eltűntek a magánhangzók.
Az egyes szám harmadik személyben a folyamatos melléknévi igenév *-pa/-pä képzője több változáson is átment. A finnben a *-pa/-pä a fokváltakozás nyomán *-va/-vä alakra változott, a véghangzó eltűnése után a v vokalizálódott, és hasonult az előtte álló tővéghangzóhoz, ma kijelentő mód jelen időben az egyes szám harmadik személyt a tővéghangzó megnyúlása jelöli. Az észtben és lívben a szóvégre kerülő *-p zöngésült, mindkettőben -b-t találunk.
Többes szám harmadik személyben a *-pa/-pä képzőhöz a -t többesjel kapcsolódott. Ennek eredményeként nemcsak a finnben találjuk a *-pa/-pä gyenge fokú -va/-vä változatát, hanem az észtben is. Az észtben a rag nem illeszkedik, csak -vad formában létezik, a szóvégen a -t zöngés megfelelőjét találjuk. A lívben a *-pat/-pät alakban mind a két mássalhangzó zöngésült, a köztük található magánhangzó pedig redukálódott: -bõd.
A vizsgált nyelvekben minden igének két ragozási sora van (nem számítva a felszólító mód és az imperszonális hiányos ragozását). Az egyszerű múlt idejű és a feltételes módú alakokban az egyes szám harmadik személy jelöletlen, amelyet az idő- és a módjel jelenléte tesz lehetővé. Ebben a ragozási sorban az észtben többes szám harmadik személyben nem a melléknévi igenév képzőjét, hanem a puszta többesszám-jel zöngésült változatát találjuk. A lívben a többes szám jele nem zöngésült, hanem a tővéghangzónak köszönhetően azonos alakúvá vált a többes szám harmadik személlyel. A lívben a többes számú alakon jellemző ebben a ragozásban a véghangzó megmaradása, aminek kiejtésbeli okai vannak. Az egyszerű múlt -iz- és a feltételes mód -ks- jele után az m és a t nem volna elég testes, a véghangzóval viszont önálló szótagot alkot.
A lívben a kijelentő mód jelen idő egyes szám első személyben található -b a harmadik személyből került át. Ez a jelenség bizonyára összefüggésben van azzal, hogy ez a két alak az egyszerű múltban és a feltételes módban is azonos alakú, ott jelöletlen. Az egyes szám első személyű -n szabályosan kopott le szóvégen, mivel azonban az igei paradigmákban ez a személy ritkán jelöletlen, ezért a másik paradigma alapján pótlódott. A tagadó igében a -b megjelent a többes szám első és második személyben is, a többes szám első személyben a szintén eltűnt szabályos *-m végződést pótolja: *-m > *-n > -ø.
A harmadik személyű alakok tehát az alapnyelvben jelöletlenek voltak, majd megjelentek rajtuk képzői vagy névmási eredetű toldalékok, ami nyomán az egyes szám harmadik személy lehetett jelölt vagy jelöletlen, a két alak bizonyára párhuzamosan élt egymás mellett. A harmadik személy kettőssége teremtette meg az alapot, hogy a későbbi korokban több leánynyelvben kialakulhasson a határozatlan és a határozott, valamint a visszaható ragozás. A balti finn nyelvekben ugyan nem különíthetők el ilyen ragozások (kivéve a vepszét, ahol is ez másodlagos jelenség), de mégis találhatunk néhány olyan elemet, amelyek akár egy önálló paradigma alapját is jelenthették volna.
A finnben és az észtben az imperszonálisz csak a harmadik személyben fordul elő, a finnben a -ta- képző után egy -Vn rag áll, pl.: luetaan ’olvastatik’. Az észtben ugyanitt egy -kse ragot találunk, pl.: loetakse ’olvastatik’. A délésztben egyes nyelvjárásokban ebből a -kse ragból kialakult egy -s' rag, amely egy kettősséget eredményezett. Amennyiben a különböző jelentésű, nem visszaható és visszaható igék következetesen kapják meg a két különböző ragot, a jövőben akár ki is kialakulhatna két paradigma.
| észak-észt:        | észak-észt:              | dél-észt:         | dél-észt:              |
| ------------------ | ------------------------ | ----------------- | ---------------------- |
| annab ’ad/adja’    | annavad ’adnak/adják’    | and ’ad/adja’     | annase ’adnak/adják’   |
| kasvab ’nő’        | kasvavad ’nőnek’         | kasvas ’nő’       | kasvase ’nőnek’        |
| kirjutab ’ír/írja’ | kirjutavad ’írnak/írják’ | kirotas ’ír/írja’ | kirotase ’írnak/írják’ |

A -kse ragról azt tartják, hogy eredeti alakja egyes számban *-kse(n), többes számban pedig *-kset volt, ahol is a *-k- a jelen idő jele, a *-se(n)- az egyes szám harmadik személyű személyes névmás, míg a *-t a többes szám jele. Ez a *-se(n)/-set rag a balti finn nyelvekben mediális lehetett, az északi szamojéd nyelvekben hasonló konstrukciót találunk. Egyes vélemények szerint a magyar -ik személyrag is a harmadik személyű személyes névmásra (*sз) és egy névmásképzőre (*-kkз) vezethető vissza.

## A tagadó ige
A finnugor nyelvek legtöbbjében megtalálható a tagadó ige valamilyen maradványa. A magyarban például az eldöntendő kérdésben megjelenő -e partikulát tekintik a tagadó ige reliktumának, amely erősen redukálódott, és funkciójában is teljesen átalakult. A balti finn nyelvekben a tagadó ige következő töveit találjuk: ä(l)-, e(l)- és a(l)-, amelyekhez a más igékhez is kapcsolódó személyragok járulnak.
|     | jelen | jelen | jelen | múlt | jusszív | felszólító mód | felszólító mód | felszólító mód |
|     | finn  | észt  | lív   | lív  | lív     | finn           | észt           | lív            |
| --- | ----- | ----- | ----- | ---- | ------- | -------------- | -------------- | -------------- |
| E/1 | en    | ei    | äb    | iz   | algõ    | –              | –              | –              |
| E/2 | et    | ei    | äd    | izt  | algõ    | älä            | ära            | alā            |
| E/3 | ei    | ei    | äb    | iz   | algõ    | –              | –              | –              |
| T/1 | emme  | ei    | äb    | iz   | algõd   | –              | –              | –              |
| T/2 | ette  | ei    | ät    | izt  | algõd   | älkööt         | ärgu           | algid          |
| T/3 | eivät | ei    | äb    | izt  | algõd   | –              | –              | –              |

A finnben a jelen időben a tagadó ige töve e-, amelyet a személyragok követnek, az egyes szám harmadik személyben az *epä alak redukálódott ei-jé. Az észtben ez az egyes szám harmadik személyű ei alak terjedt át minden személyre. A lívben egy ä- tövet találunk, egyes szám első és harmadik személyben a -b végződés járul hozzá, amely szabályos, de többes szám első és harmadik személyben is ez tűnik fel, ezek az alakok bizonyára másodlagosak.
Jelen időben a finnben és az észtben a tagadó ige után az főige töve áll, pl.: finn lukea ’olvasni’ > minä luen ’én olvasok’ > minä en lue ’én nem olvasok’; észt lugema ’olvasni’ > ma loen ’én olvasok’ > ma ei loe ’én nem olvasok’. A lívben a tagadó ige után az ún. csonka ragozásos főige áll.
A tagadó ige múlt idejű alakjai csak az észt kodaverei nyelvjárásában és a lívben őrződtek meg. A lívben az iz a múlt idő jele, a tő maga eltűnt. A múlt idejű ragozás szintén eléggé redukált, a rag jelöletlen egyes szám első és harmadik, valamint a többes szám első személyben, a többi személyben -t ragot találunk. A múlt idejű tagadó ige után szintén a csonka ragozásos főige áll.
A kodaverei észt nyelvjárásban a tagadó segédige töve is megmaradt:

E/1 ezin, E/2 ezid, E/3 es’, T/1 ezimä, T/2 ezittä, T/3 ezid
Szintén csak a lívben találunk parancsoló módú tagadó igealakokat. Ebben az al- tő szerepel, egyes számban jelöletlen, többes számban a többes szám -d jelét kapja. Az utána álló főige szintén megkapja a parancsoló mód jelét és a többes számot.
Mind a három nyelvben megvan a tagadó ige felszólító módú alakja. A finnben a tő äl-, a lívben al-, az észt tőben az -r- rotacizáció eredménye, azaz másodlagos. Az egyes szám második személyű alak jelöletlen, a többes szám második személyen viszont megtaláljuk a felszólító mód és a többes szám jelét mind a három nyelvben. A segédige után a főigék szintén felszólító módban állnak, pl.: 
- finn lue ’olvass’ > älä lue ’ne olvass’; lukekaa ’olvassatok’ > älkää lukeko ’ne olvassatok’
- észt loe ’olvass’ > ära loe ’ne olvass’; lugege ’olvassatok’ > ärge lugege ’ne olvassatok’
- lív lug ’olvass’ > alā lug ’ne olvass’; luggõgid ’olvassatok’ > algõd luggõgid ’ne olvassatok’.

## A rövidítések és a jelek magyarázata
- A PFU a finnugor (proto-finnugor), az FP finn-permi, az FV a finn-volgai, a PF pedig a közfinn (proto-finn) alapnyelv jelölése.
- A szócikkben található nagy -C mássalhangzót (consonans) jelöl, az egyes toldalékok esetében a -C azt jelenti, hogy a toldalék avval a mássalhangzóval kezdődik, amellyel a tő végződik, a toldalék tehát tulajdonképpen megnyújtja az utolsó hangot, pl.: kiv ’kő’ CVC > kivvõn 'kőnek' CVC-CVC.
- A nagy -V  magánhangzót (vocalis) jelöl. Ha a V felett makron van ͞V, akkor a magánhangzó hosszú, ha alatta pedig csónak, -͜V, akkor diftongussal van dolgunk.
- A -ø zéró morfémát, vagyis hangtest nélküli toldalékot jelent.